# (90806) Roudaki
(90806) Roudaki (nom international (90806) Rudaki) est un astéroïde de la ceinture principale.

## Description
(90806) Roudaki est un astéroïde de la ceinture principale. Il fut découvert le 4 janvier 1995 à Colleverde par Vincenzo Silvano Casulli. Il présente une orbite caractérisée par un demi-grand axe de 2,34 UA, une excentricité de 0,25 et une inclinaison de 20,4° par rapport à l'écliptique.